# Uroplatus henkeli
Espèce
Statut de conservation UICN

 VU B1ab(iii) : Vulnérable
Statut CITES
Uroplatus henkeli est une espèce de geckos de la famille des Gekkonidae.

## Répartition
Cette espèce est endémique du Nord de Madagascar. Elle se rencontre dans la moitié nord de la côte ouest de l'île. Sa répartition passée était probablement largement plus étendue dans cette zone mais la déforestation a morcelé son habitat et il semble ne plus se rencontrer que dans trois zones : sur l'île de Nosy Be et la côte adjacente, autour du parc national d'Ankarafantsika et dans la région de Morondava. Il semble que les populations de ce dernier lieu aient évolué en une forme plus grande et présentant une coloration plus sombre que les autres populations.

## Habitat
Ce gecko vit dans les arbres de la forêt primaire, et plus précisément dans les forêts décidues sèches de Madagascar. Ces dernières ont été fortement réduites par la déforestation liée à l'agriculture. Ce gecko étant fortement inféodé à son biotope il est par conséquent menacé.
Le climat est tropical, avec une saison sèche et une saison humide (avec une hygrométrie supérieure à 70 % la plupart du temps), et des températures relativement élevée pouvant atteindre 30 °C mais située en général entre 24 et 28 °C et chutant vers 20 °C la nuit. L'hiver reste chaud avec des températures plus basses de quelques degrés et une durée du jour un peu plus faible.
Cet animal vivant entre le sol et environ 2 m de haut à l'abri des arbres le climat local perçu est probablement moins contrasté.

## Description

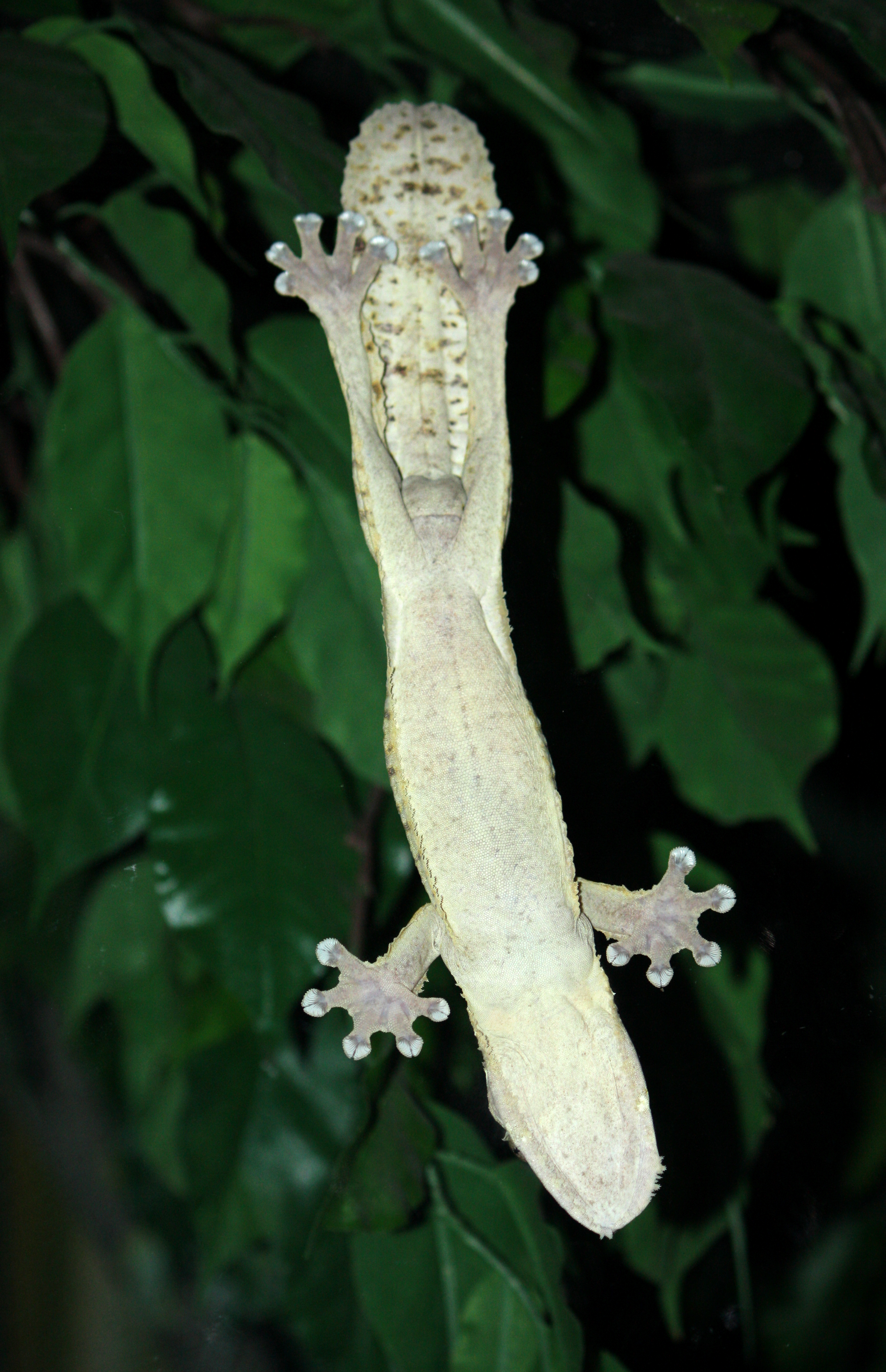
Uroplatus henkeli mâle, collé sur une vitre

C'est un gecko nocturne et arboricole assez grand, le troisième en taille dans ce genre avec une taille maximum de 29 cm dont près de 10 cm pour la queue, qui a un aspect trapu, avec une queue allongée, en spatule. La tête est massive, crocodilienne. Le tour du corps et de la tête présente un ourlet de peau irrégulier qui se plaque sur le support où se trouve l'animal, brouillant ainsi les bords de son corps et le rendant difficile à repérer.
Ces geckos ont une base de couleur gris plus ou moins clair, beige voire marron clair. À cela s'ajoutent des bandes irrégulières - voire des taches - plus sombres. Les teintes peuvent varier dans une certaine mesure en fonction de l'humeur ou de la température. D'une manière générale leurs couleurs permettent un camouflage sur les troncs, où ils passent le plus clair de leur temps (aspect lichen ou écorce).
Le jour lorsqu'ils se reposent leur couleur est blanc-beige. Leurs yeux deviennent également beiges et sont renfoncés dans leurs orbites. La nuit leurs yeux deviennent veinés de rouge et leur corps arbore des teintes beaucoup plus contrastées.

### Dimorphisme sexuel
Le mâle mature se reconnait grâce à la présence de deux poches latérales à la base de la queue, le logement des hémipénis. De plus les motifs des mâles et femelles sont différents (visibles la nuit) : les mâles présentent des taches irrégulières − en général noires − parfois reliées entre elles alors que les femelles présentent généralement de petits points sombres.

## Alimentation

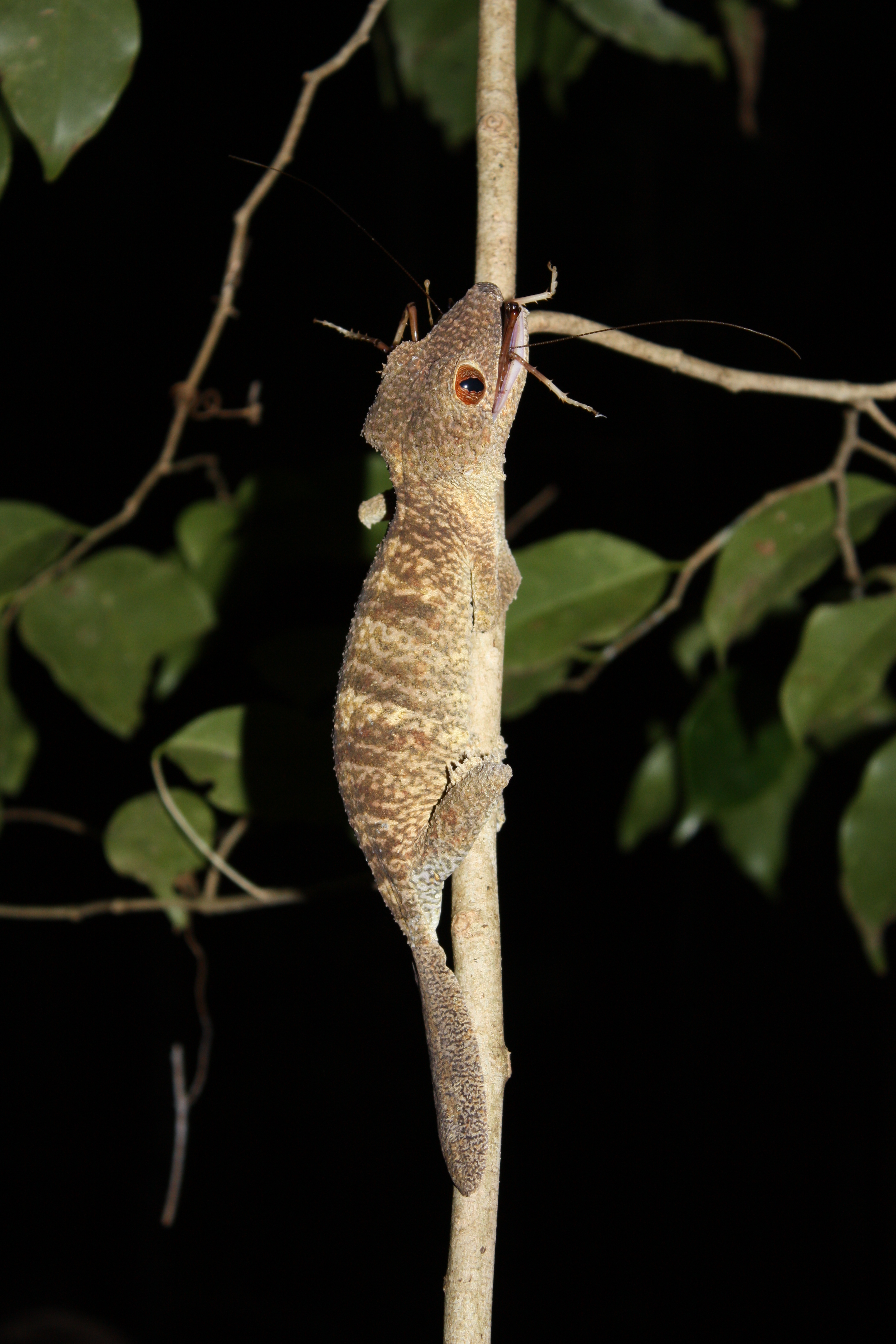
Uroplatus henkeli

Ces geckos sont des carnivores principalement insectivores. Ils capturent les insectes qui passent à leur portée sur les branches ou se laissent tomber sur leur proie depuis des branches basses. Ils sont également capables d'effectuer des sauts rapides, à la fois pour attraper leurs proies et pour fuir les prédateurs.
Étant des carnivores opportunistes de taille significative, ils peuvent également consommer à l'occasion de petits vertébrés (typiquement de petits lézards). Ils peuvent également consommer des escargots, même si cela semble être principalement le fait des femelles − probablement pour l'apport en calcium de leur coquille, utile pour la gestation.

## Éthologie
Ce sont des geckos très calmes, qui comptent plus sur leur camouflage que sur leurs déplacements. Ils sont strictement immobiles le jour (sauf s'ils sont dérangés) et lents la nuit. Ils peuvent par contre se déplacer par bonds et grimper sur tous types de surfaces (arbres, rochers même lisses) grâce aux setæ dont sont pourvus leurs doigts.
Les mâles sont peu territoriaux par rapport à d'autres geckos.

## Biologie

### Reproduction
Ces geckos sont sexuellement matures à l'issue de leur première année. La reproduction a lieu au printemps, à la sortie de l'hiver.
La copulation est sans violence (par rapport à la plupart des geckos), le mâle ne mordant pas la femelle à la nuque pour l'immobiliser. Les pontes sont constituées de deux œufs (d'un peu moins de 2 cm), et une femelle peut pondre jusqu'à 5 fois dans la saison, à intervalles de 3 ou 4 semaines. Les œufs sont déposés sur le sol, légèrement enterrés. Il semble que les œufs puisse parfois être collés sur des supports (typiquement à la base de branches) mais ceux-ci sont rarement fertiles. Les femelles roulent les œufs sur le sol tant qu'ils sont visqueux afin de les colorer comme le sol.
L'incubation dure en moyenne trois mois mais dépend de la température moyenne.
Les petits mesurent environ 6 centimètres à la naissance. Ils ne se nourrissent pas avant leur première mue qui a lieu quelques jours après la naissance. Ils ont ensuite le même régime alimentaire que les adultes.
Ils sont ensuite très voraces et grandissent très vite.

## Étymologie
Cette espèce est nommée en l'honneur de Friedrich Wilhelm Henkel, un herpétologiste amateur allemand et éleveur connu d'Uroplatus, qui a décrit le premier cette espèce.

## En captivité
Cette espèce se rencontre en terrariophilie, mais comme tous les membres de ce genre elle est considérée comme délicate à maintenir en captivité. Les difficultés sont sa faible tolérance aux variations d'humidité et de température, ainsi que la rareté des éleveurs − d'autant plus depuis que les importations depuis Madagascar ont été très fortement réduites vers l'Europe.
Depuis 2005 cette espèce est soumise à CITES, c’est-à-dire que chaque animal doit être fourni avec un numéro d'identification (donné lors de l'achat) et qui est obligatoire, ou provenir de reproduction d'individus captifs.

## Publication originale
- Böhme & Ibisch, 1990 : Studien an Uroplatus. l. Der Uroplatus fimbriatus-Komplex. Salamandra, vol. 26, n. 4, p. 246-259.